# Atacora (departement)
Atacora is een departement in het noordwesten van Benin en het op twee na grootste van de twaalf departementen van Benin. De oppervlakte van het departement bedraagt ruim 20.000 vierkante kilometer. Daarop wonen ongeveer 600.000 mensen. De hoofdstad is Natitingou. Atacora werd genoemd naar de gelijknamige bergketen in de regio.

## Demografie

### Bevolkingsgroepen
- Bariba: 19,1%
- Berba: 14,2%
- Ditamari: 11%
- Natemi: 9,9%
- Fulbe: 9,8%
- Otamari: 4,9%

### Religies
- Inheemse godsdiensten: ~50%
- Christendom: 24%
- Islam: 23,9%

## Grenzen
Atacora grenst in het noordwesten aan de regio Est van buurland Burkina Faso en van noord naar zuid aan de regio's Savanes en Kara van Togo in het westen en het zuidwesten. In het oosten grenst Atacora aan het departement Alibori, in het zuidoosten aan Borgou en in het zuiden aan Donga.

## Geschiedenis
Atacora was een van de zes provincies zoals die in Benin bestonden voor 15 januari 1999. Op die datum werden alle provincies in twee stukken gedeeld en werden het departementen. Het zuidelijke deel van Atacora werd afgesplitst en werd toen het departement Donga.

## Communes
Het departement is verder verdeeld in negen communes:
- Boukoumbé
- Cobly
- Kérou
- Kouandé
- Matéri

- Natitingou
- Péhunco
- Tanguiéta
- Toucountouna

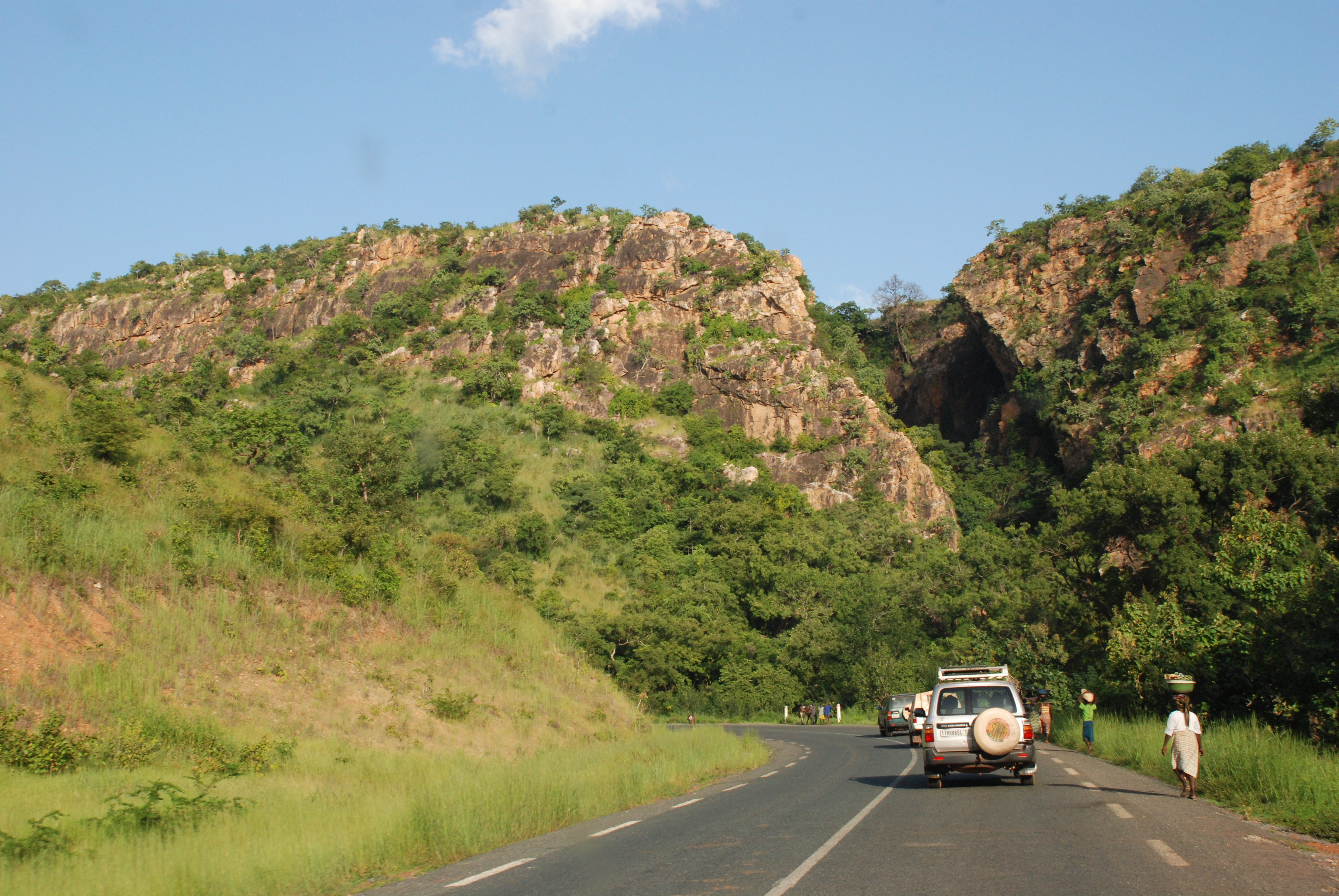
50 km ten noorden van Natitingou (okt 2007).
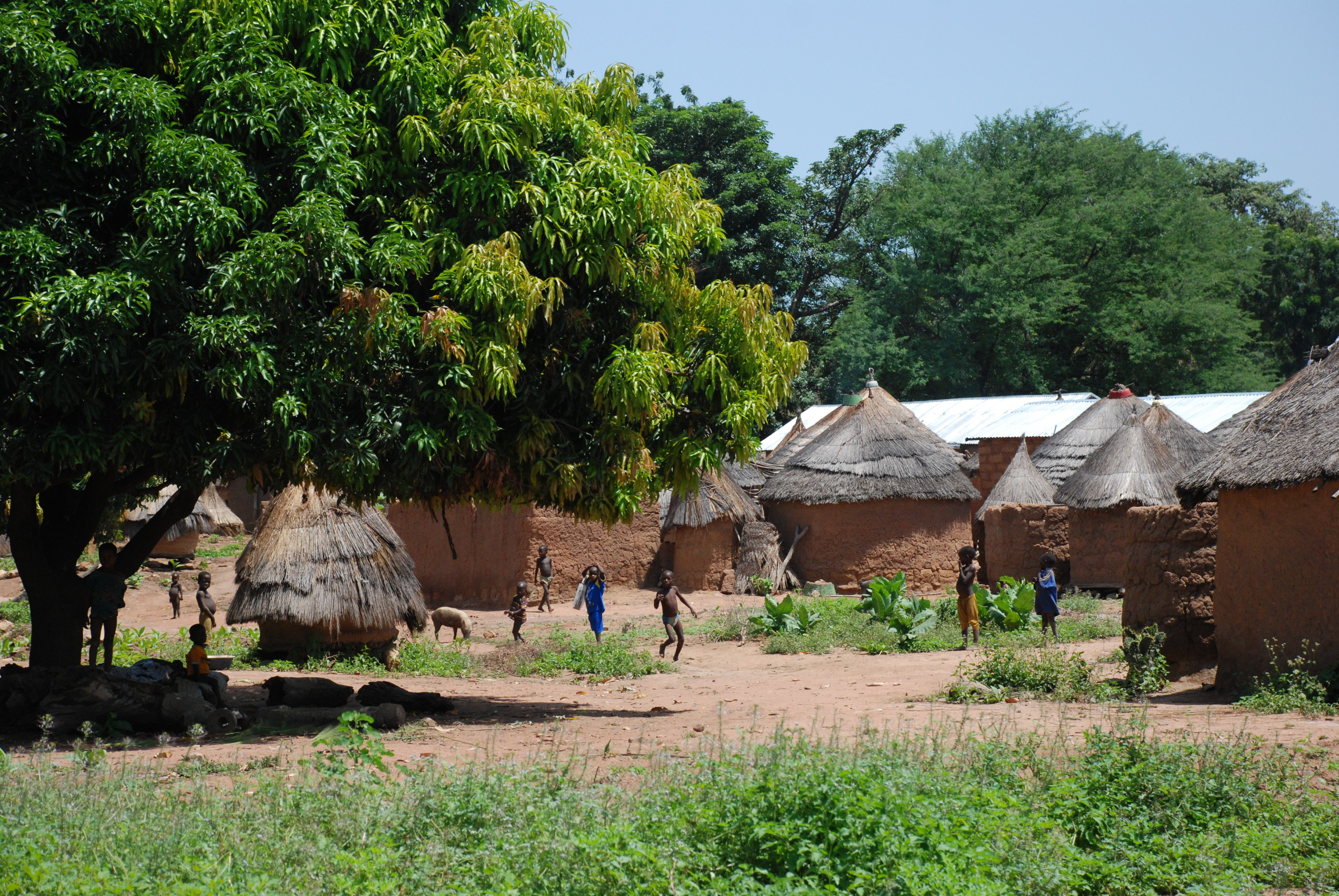
Een dorpje in Atacora (okt 2007).
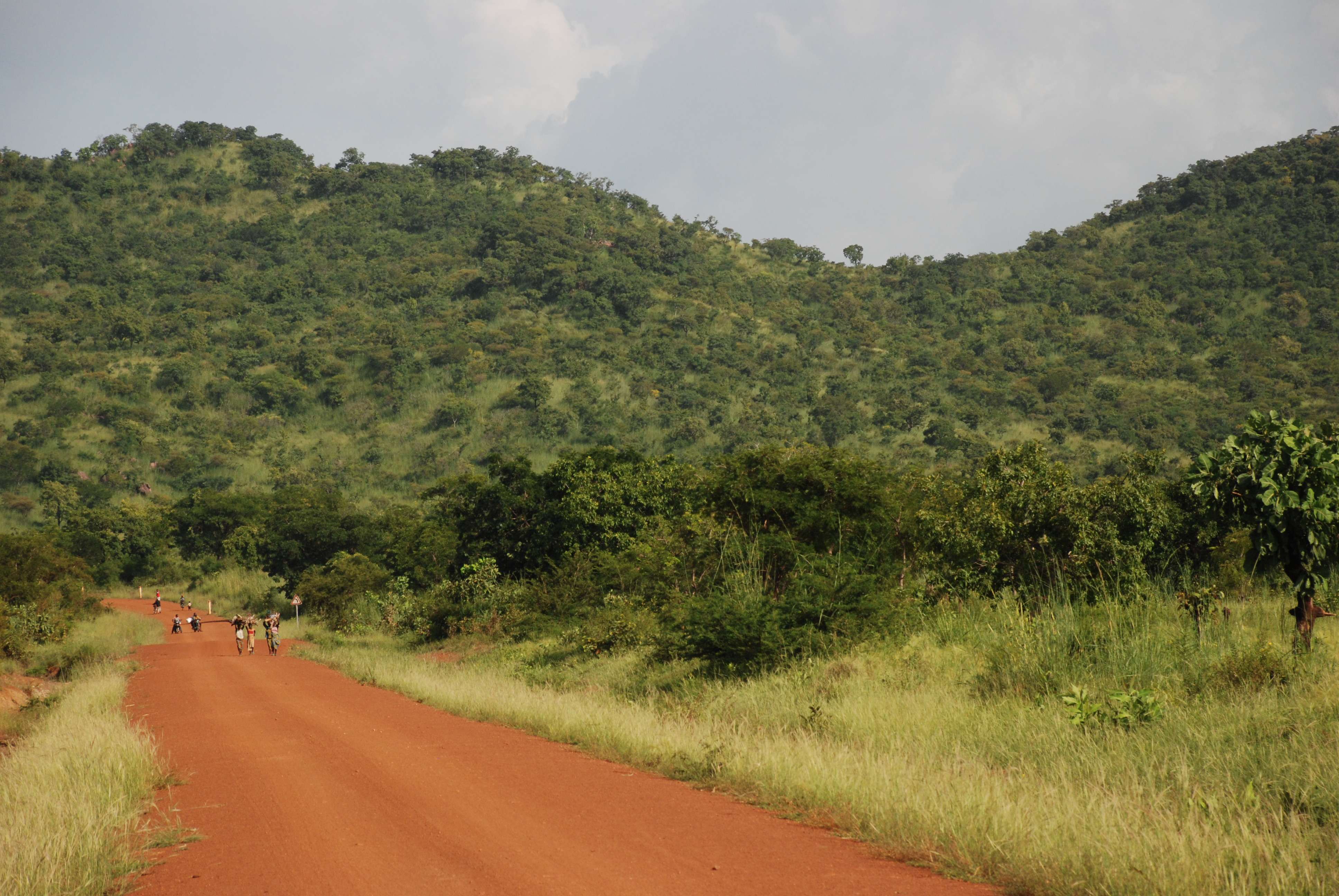
Een zandweg nabij de grens met Togo (okt 2007).

Alibori · Atacora · Atlantique · Borgou · Collines · Donga · Couffo · Littoral · Mono · Ouémé · Plateau · Zou